# Pogny
Pogny ist eine französische Gemeinde mit 906 Einwohnern (Stand: 1. Januar 2022) im Département Marne in der Region Grand Est (vor 2016 Champagne-Ardenne). Sie gehört zum Arrondissement Châlons-en-Champagne und zum Kanton Châlons-en-Champagne-3.

## Geographie
Pogny liegt etwa 14 Kilometer südsüdöstlich von Châlons-en-Champagne am Fluss Moivre, der hier in die Marne mündet. Nachbargemeinden sind Vésigneul-sur-Marne im Norden, Marson im Nordosten, Francheville  im Osten und Nordosten, Omey und La Chaussée-sur-Marne im Süden und Südosten, Cheppes-la-Prairie im Süden, Vitry-la-Ville im Südwesten sowie Togny-aux-Bœufs im Westen.

## Bevölkerungsentwicklung
| Jahr                       | 1962 | 1968 | 1975 | 1982 | 1990 | 1999 | 2006 | 2011 | 2018 |
| -------------------------- | ---- | ---- | ---- | ---- | ---- | ---- | ---- | ---- | ---- |
| Einwohner                  | 560  | 574  | 654  | 681  | 718  | 635  | 800  | 890  | 914  |
| Quellen: Cassini und INSEE |      |      |      |      |      |      |      |      |      |

## Sehenswürdigkeiten
- keltische Nekropole aus der Laténe-Zeit
- Kirche La Nativité-de-la-Notre-Dame, seit 1915 Monument historique

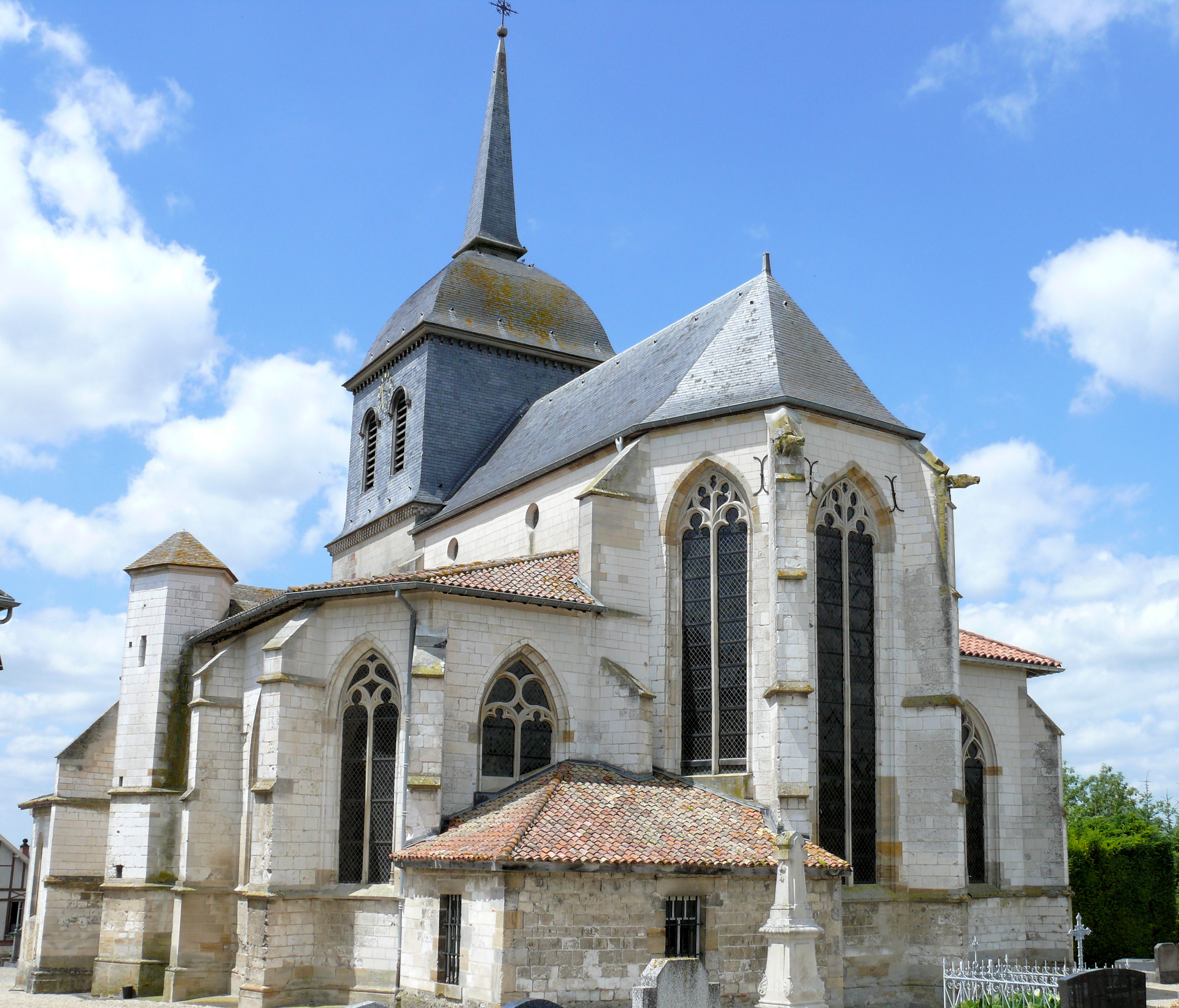
Kirche La Nativité-de-la-Notre-Dame

## Persönlichkeiten
- Hubert Henry (1846–1898), Offizier